# Strada principale 445
La strada principale 445 (H445; in tedesco Hauptstrasse 445; in francese route principale 445) è una delle strade principali della Svizzera. Non è contrassegnata da una tavoletta numerata.

## Percorso
La strada collega San Gallo a Diepoldsau fino al confine con l'Austria ed è connessa con le autostrade A1/E60 e A13/E43 e le strade principali H7, H463, H435, H13. 
| Strada principale 445 |                      |                    |
| Tipo                  | Indicazione          | Cantone            |
|                       | H7                   | San Gallo          |
|                       | A1/E60               | San Gallo          |
|                       | San Gallo            | San Gallo          |
|                       | Eggersriet           | San Gallo          |
|                       | Grub                 | Appenzello Esterno |
|                       | Heiden               | Appenzello Esterno |
|                       | H463                 | Appenzello Esterno |
|                       | Oberegg              | Appenzello Interno |
|                       | Reute                | Appenzello Esterno |
|                       | Sonderegg (località) | Appenzello Interno |
|                       | Berneck              | San Gallo          |
|                       | H435                 | San Gallo          |
|                       | Heerbrugg (località) | San Gallo          |
|                       | H13                  | San Gallo          |
|                       | Widnau               | San Gallo          |
|                       | A13/E43              | San Gallo          |
|                       | Diepoldsau (confine) | San Gallo          |